# Macellicephaloides uschakovi
Macellicephaloides uschakovi är en ringmaskart som beskrevs av Levenstein 1971. Macellicephaloides uschakovi ingår i släktet Macellicephaloides och familjen Polynoidae. Inga underarter finns listade i Catalogue of Life.